# LiT
LiT（リット）は、日本の女性アイドルグループ。KSプロダクション所属。2020年に解散した。

## 概要
- ライブ配信アプリLiveMeの運営を行うキングソフトが設立したKSプロダクションから『LiveMe発のアイドルグループ』としてデビュー。衣装はコスプレイヤーのえなこがプロデュースした[1]。
- 「Light it up」（楽しんじゃおうよ！）がコンセプトで、グループ名は「Light it up」のスラング「LIT」から名付けられた。青春時代にやり残したこと、くすぶっていることなどを感傷的になるのではなく、まだまだやり直せる、始まりはこれから、ポジティブに楽しみながら進もう！楽しんじゃおうよ！という想いが込められている。
- 2020年1月に解散。

## メンバー
| 名前                     | 生年月日（年齢）      | 出身地   | カラー | 備考              |
| ------------------------ | --------------------- | -------- | ------ | ----------------- |
| 田中えれな たなか えれな | 2000年2月24日（25歳） | 福岡県   | 黄色   |                   |
| 月野こすも つきの こすも | ????年7月23日         | 東京都   | 紫     |                   |
| 星名あゆみ ほしな あゆみ | 1998年9月8日（26歳）  | 神奈川県 | 青     | =LOVE最終審査進出 |

### 旧メンバー
| 名前                     | 生年月日（年齢）       | 出身地 | カラー | 備考                              |
| ------------------------ | ---------------------- | ------ | ------ | --------------------------------- |
| 望月朱音 もちづき あかね | 1999年11月20日（25歳） | 東京都 |        | 2019年4月卒業 元アオハルsince2015 |
| 鳥海絢菜 とりうみ あやな | ????年9月6日           | 東京都 | ピンク | 2019年11月卒業                    |

## 略歴
- 2018年6月2日、『アイドル甲子園』で、公演デビュー。
- 2018年6月 - 7月、原宿駅・新宿駅でLiveMeの看板広告に掲載。
- 2018年7月、田中と鳥海がパソコン総合オフィスソフトWPS Officeのイメージモデルに就任[3]。
- 2018年8月10日、LiveMe 2周年アニバーサリーパーティに参加[4]。
- 2018年8月、鳥海が週刊ヤングジャンプ「サキドルエースSURVIVAL SEASON9」に参加。
- 2018年8月、LiveMeのCMに起用され、TOKYO IDOL FESTIVAL2018の大型ビジョンで放送。同月よりTVCMでも放送。また、渋谷スクランブル交差点の4面シンクロビジョンでも放送される。
- 2018年12月17日、LiveMe台湾主催「グローバル授賞式」に出演[5]。
- 2019年8月14日、ミュージックカードを発売。
- 2020年1月11日、解散。

## 作品

### ミュージックカード
1. Star Load / 君色の花（2019年8月14日）

### オリジナル曲
1. 青春☆Carnival
  - 振付：福山梨乃
2. リア充センセーション
  - 作詞・作曲・編曲：DogP、振付：福山梨乃
3. 青春∞ループ
  - 作詞・作曲・編曲：DogP、振付：福山梨乃
4. OneChance
5. パラレルコースター
  - 作詞・作曲・編曲：DogP、振付：槙田紗子
6. 君色の花
  - 作詞：村上恵留、作曲・編曲：SHINJI、振付：望月朱音
7. Star Load
  - 作詞・作曲・編曲：SHINJI、振付：槙田紗子
8. AGAIN
  - 作詞・作曲・編曲：SHINJI、振付：槙田紗子
9. サマーライト
  - 作詞・作曲・編曲：SHINJI、振付：槙田紗子

## 出演

### 広告
- キングソフト「LiveMe」
  - テレビCM（2018年）[6]
  - 渋谷4面ビジョン、TIF2018・@jam2018会場内ビジョン（2018年）
  - 原宿駅・新宿駅・渋谷駅 看板広告（2018年）
- キングソフト「WPS Office」（2018年 - ）- 田中、鳥海

### 配信
- LiveMe（2018年4月 - ）- グループおよび各メンバー
- デジタル超十代（2018年7月、FRESH LIVE）

### ラジオ
- 大西沙織のListen.me（2018年7月、文化放送）

## 書籍

### 雑誌
- BOMB（2018年6月、学研プラス）- 望月
- 週刊ヤングジャンプ（集英社）
  - No.33 プレゼントページ（2018年6月）- 星名
  - No.35特大号 サキドルエースSURVIVAL SEASON9（2018年8月）- 鳥海
  - No.43 巻末グラビア（2018年9月）- 田中[7]
  - No.49 センターグラビア（2018年11月）- 田中[8]
- ヤングガンガン No.07 巻末グラビア（2019年3月、スクウェア・エニックス）- 田中[9]

### 新聞
- スポーツ報知（2018年5月）[10]